# Rodrigo de Matos
Rodrigo de Matos (Silva Porto, atual Cuíto, 5 de Janeiro de 1975), mais conhecido entre pares como Rodrigo, é um cartunista e jornalista português.
Começou o seu percurso profissional como jornalista e hoje trabalha como 'freelancer' na área do cartoon editorial. 

## Vida e obra
Natural de Angola, viveu ainda 15 anos no Brasil. Já em Portugal, completou o ensino secundário em Portimão, no Algarve, e os estudos universitários (licenciatura em Jornalismo) na Universidade de Coimbra.
Começou como jornalista no Público, em 1999, tendo terminado o seu percurso pelo jornalismo escrito em 2005, no Correio da Manhã. Foi então que decidiu rumar a Madrid, capital de Espanha, onde se diplomou com distinção no curso de Ilustração Editorial e de Imprensa, na Escuela Superior de Dibujo Profesional (ESDIP), tendo terminado com a melhor média de toda a escola nesse ano.
Foi cartunista do semanário Expresso, onde assinou a coluna de cartoon editorial Capital de Risco, no caderno de Economia, colaboração que terminou em dezembro de 2023; até 2015, manteve também a página de cartoons editoriais Humoral da História, na edição online do jornal.
Actualmente a residir em Macau (China), de onde envia os seus trabalhos para os diversos clientes, Rodrigo colabora ainda com o jornal Ponto Final, jornal diário em língua portuguesa, onde assina o cartoon editorial Ponto Fatal. Colaborou também com o Macau Daily Times, diário em inglês, onde publicou o cartoon editorial Times Square, parceria que terminou em 2017.
Membro da ONG Cartooning for Peace, é um dos cartunistas internacionais que atualmente publicam no espaço de cartoon editorial na primeira página do diário francês Le Monde, onde fez a sua estreia em novembro de 2021.
Galardoado em 2014 com o Grand Prix do Festival Press Cartoon Europe, na Bélgica, que anualmente elege os melhores cartoons publicados na imprensa escrita europeia. A cerimónia de entrega do prémio teve lugar durante o Festival Internacional de Cartoon, na cidade belga de Knokke-Heist, a 12 de julho.
Representado internacionalmente pelas agências Artizans (Canadá), Toonpool (Alemanha) e Cartoon Movement (Holanda), Rodrigo já viu muitos dos seus cartoons nas páginas de publicações espalhadas pelo mundo. A lista é vasta e inclui títulos como os europeus Die Welt, Handelsblatt e Stern (Alemanha); La Repubblica (Itália); Ideal (Espanha). Na América: Carroll County Times, New Orleans CityBusiness e Hernando Today (EUA); Ottawa Citizen, The Chronicle Journal e The Western Star (Canadá); Página/12 (Argentina); entre outros.
Em 2012, teve a sua primeira exposição a solo de cartoons editoriais (“Humoralia”, no Albergue SCM, em Macau). Em 2017, nova exposição individual de cartoons ("25+10", Antigo Tribunal e Consulado de Portugal em Macau) reuniu o melhor cartoon de cada um dos seus 10 anos de carreira, mais 25 cartoons avulsos, em celebração dos 25 anos do jornal Ponto Final. Em 2018, volta a exibir a solo, desta vez com pintura e ilustração ("Punacotheca", galeria Creative Macau).
Com um estilo grandemente influenciado pelos cartoons editoriais da imprensa de referência americana e europeia, Rodrigo colhe ainda assumidas influências de grandes nomes da banda desenhada, como Robert Crumb, Sergio Aragonés e Quino, entre outros. Aliás, em 2005, venceu o Concurso de Banda Desenhada de Montemor-o-Novo, com um trabalho dedicado ao tema do racismo.
Os seus cartoons já estiveram expostos em mostras colectivas em diversos países como Portugal, Espanha, Bélgica, Itália, Alemanha, França, Peru, Índia, entre outros.
Foi também co-autor do projecto humorístico Psicotapa, em parceria com Alexandre Martins, com quem assinou páginas de humor na revista GQ Portugal (2004, 2005).

## Livros
- 2012 - "Ponto Fatal", Ponto Final, Macau
- 2021 - "Sem Rei Nem Roque - As origens das expressões populares (...tão bem explicadas que até lhe fazemos um desenho...)" com João Palma, Oficina do Livro, Portugal ISBN 978-98966-114-4-6
- 2022 - "Ie!! Na Intimidade com as Estrelas da Música" com José Manuel Simões, Media XXI, Portugal ISBN 978-98972-923-2-3